# Aftershock (film)
Aftershock is een Chileens-Amerikaanse horror-rampenfilm  uit 2012, geregisseerd door Nicolás López met in de hoofdrol Eli Roth.

## Verhaal
In de Chileense stad Valparaíso treft een enorme aardbeving en een groep toeristen leert snel dat het bereiken van de oppervlakte slechts het begin is van hun nachtmerrie. De ramp leidde tot het ineenstorten van sociale normen, waaronder moorden, verkrachtingen, plunderingen en andere chaotische activiteiten. Na de aardbeving vormt zich een tsunami.

## Rolverdeling
| Acteur            | Personage   |
| ----------------- | ----------- |
| Eli Roth          | Gringo      |
| Andrea Osvárt     | Monica      |
| Ariel Levy        | Ariel       |
| Natasha Yarovenko | Irina       |
| Nicolás Martínez  | Pollo       |
| Lorenza Izzo      | Kylie       |
| Selena Gomez      | V.I.P. Girl |

## Productie
De film was in grote lijnen gebaseerd op waargebeurde gebeurtenissen van de aardbeving van Chili in 2010. De film is opgenomen in Chili, op veel van dezelfde locaties waar de vernietiging plaatsvond. Het idee kwam uit een gesprek met Eli Roth en Nicolás Lopez, waar Lopez de verschrikkingen van niet alleen de aardbeving beschreef, maar ook de complete chaos en de tijdelijke ineenstorting van de samenleving in de daaropvolgende uren. De film wordt gedistribueerd door Dimension Films.
De film ging in première op 12 september 2012 op het Internationaal filmfestival van Toronto.

## Ontvangst
Op Rotten Tomatoes heeft Aftershock een waarde van 38% en een gemiddelde score van 4,60/10, gebaseerd op 55 recensies. Op Metacritic heeft de film een gemiddelde score van 39/100, gebaseerd op 20 recensies.